# Jean Dondelinger
Jean Dondelinger (Lussemburgo, 4 luglio 1931 – Lussemburgo, 21 ottobre 2004) è stato un funzionario, diplomatico e politico lussemburghese.
È stato commissario europeo.

## Formazione
Dondelinger studiò giurisprudenza presso le università di Nancy e Parigi dal 1951 al 1956 e scienze politiche presso il St Antony's College di Oxford.

## Carriera
Esercitò per un breve periodo la professione di avvocato, poi nel 1958 Dondelinger venne nominato vicedirettore della divisione per le relazioni economiche del ministero degli affari esteri del Lussemburgo.
Nel 1960 venne nominato vice rappresentante permanente del Lussemburgo presso le Comunità europee, poi nel 1975 divenne rappresentante permanente. Albert Borschette esercitò un'influenza significativa su di lui. Dal 1984 al gennaio 1989 fu segretario generale del ministero degli affari esteri. Ebbe un ruolo importante nei negoziati per la preparazione dell'Atto unico europeo.
Il 6 gennaio 1989 Dondelinger entrò in carica come commissario europeo per i servizi audiovisivi, gli affari culturali e l'informazione nell'ambito della Commissione Delors II. Rimase in carica fino al gennaio 1993. Fra le sue altre iniziative, Dondelinger promosse un investimento consistente per spingere l'introduzione della televisione ad alta definizione in Europa.
Nel 1993 Dondelinger venne nominato ambasciatore del Lussemburgo ad Atene.